# Oriflame
Орифлејм (швед. Oriflame) је шведска козметичка компанија коју су основала браћа Роберт и Јонас аф Јохник 1967. у Стокхолму. Започела је свој рад са релативно малим бројем производа, да би до данас постала глобална козметичка групација директне продаје присутна у 57 земаља са преко милион и шесто хиљада независних активних консултаната. „Орифлејм“ данас нуди преко 600 козметичких производа.